# Dominik Krzysztof Obryński
Dominik Krzysztof Obryński herbu Charyton – referendarz świecki Wielkiego Księstwa Litewskiego w latach 1630–1640, podstarości żmudzki w latach 1619–1627, podkomorzy nowogródzki w latach 1600–1638.
Poseł na sejm 1627 roku. Był elektorem Władysława IV Wazy z województwa nowogródzkiego w 1632 roku.
Poseł nowogródzki na sejmy zwyczajny i nadzwyczajny w 1613 roku.